# Championnat de Belgique et des Pays-Bas féminin de football
Pour les articles homonymes, voir BeNe League.
La BeNe Ligue est une compétition de football féminin créée en 2012 et disparue en 2015, organisée conjointement par l'Union royale belge des sociétés de football association (URBSFA) et la Fédération royale néerlandaise de football (KNVB). Le championnat créé après le succès de la BeNe SuperCup réunit treize clubs, six de Belgique et sept des Pays-Bas.

## Histoire
Les prémices d'un championnat belgo-néerlandais de football féminin apparaissent avec la création en 2011 de la BeNe SuperCup, opposant le champion de Belgique au champion des Pays-Bas. L'Union belge donne son accord pour la création d'une BeNe Ligue le 10 décembre 2011.  La KNVB la suit le 13 février 2012. 
L'Union des associations européennes de football (UEFA) leur donne le feu vert pour la saison 2012-2013 lors du Comité exécutif du 23 mars 2012 à Istanbul.
Les première et deuxième éditions sont remportées par les Néerlandaises du FC Twente tandis que la troisième se termine sur le sacre du  Standard de Liège.

## Format

### 2012-2013
La saison débute avec les championnats belges et néerlandais se déroulant séparément, avec huit clubs par pays. À l'issue de la première partie de la saison, les quatre meilleurs clubs belges et les quatre meilleurs clubs néerlandais sont réunis dans une BeNe Ligue A ; les autres équipes jouent la BeNe Ligue B jusqu'à la fin de saison. Le club belge et le club néerlandais les mieux classés de la BeNe Ligue A se qualifient pour la Ligue des champions féminine de l'UEFA de la saison suivante.

### 2013-2014
Huit clubs belges et huit clubs néerlandais sont réunis dans une seule BeNe Ligue à 16. Les rencontres se disputent le vendredi soir. Le club belge et le club néerlandais les mieux classés se qualifient pour la Ligue des champions féminine de l'UEFA de la saison suivante.
Quelques jours avant le démarrage du championnat, Saint-Trond VV déclare forfait. En cours de saison, le FC Utrecht est déclaré en faillite et ne poursuit pas la compétition.

### 2014-2015
Treize clubs (sept néerlandais et six belges) disputent cette troisième édition. Les rencontres se disputent, comme en 2013-2014, le vendredi soir. Le club belge et le club néerlandais les mieux classés se qualifient pour la Ligue des champions féminine de l'UEFA de la saison suivante.

### Après 2015
L'Union royale belge des sociétés de football association (URBFSA) et la Fédération royale néerlandaise de football (KNVB) ont manifesté, le 12 juin 2014, l'intention de poursuivre la BeNe Ligue trois années de plus.
Le 22 décembre 2014, il est décidé de mettre un terme au projet UEFA BeNe League, auquel sept équipes néerlandaises et six équipes belges participent. Cette décision est intervenue après que les clubs néerlandais et la Fédération néerlandaise de football n’ont pas trouvé d’accord quant au financement des clubs en vue de leur participation lors des prochaines années.

## Palmarès
| Édition | Année     | Champion          | Vice-champion     |
| ------- | --------- | ----------------- | ----------------- |
| 1re     | 2012-2013 | FC Twente         | Standard de Liège |
| 2e      | 2013-2014 | FC Twente         | Standard de Liège |
| 3e      | 2014-2015 | Standard de Liège | FC Twente         |